# Abd al-Aziz Sultan ibn Ubayd Allah Khan
Abd-al-Aziz Sultan ibn Ubayd-Al·lah Khan (1511 /1514 - 1552) fou kan xibànida de Bukharà i kakhan dels uzbeks.

## Biografia
El 1526/1527 fou nomenat governador d'Astarabad que havia estat conquerida pel seu pare Ubayd Allah Khan, però va haver d'abandonar la ciutat davant l'arribada de tropes perses; va participar després a altres campanyes del pare al Gran Khorasan i va lluitar en la batalla de Jam contra el xa Tahmasp I de Pèrsia el setembre del 1529 i uns mesos després es va dirigir a Mashad amb sis mil soldats on es va establir. El 1532 era a Mashad amb 8.000 homes quan el seu pare es va retirar davant els perses i va haver d'abandonar la ciutat. El 1535/1536 va dirigir l'avantguarda de l'exèrcit del seu pare, i el 1538 aquest va ocupar Coràsmia, i Abd al-Adiz fou nomenat governador d'Urgendj, però a l'arribada de l'hereu Din Muhammad Sultan, va haver de fugir cap a Bukharà (1539).
A la mort del seu pare el 1540 va pujar al tron de Bukharà, que va defensar contra el kan de Taixkent Nawruz Ahmad Khan (Baraq Khan), que després fou el kan suprem dels uzbeks, i el kan de Samarcanda Abd-al-Latif Sutan ibn Kotxkunju o Kučkunči, que van assetjar Bukharà el 1540 i 1541 sense èxit, devastant únicament la rodalia. Finalment el 1542 Nawruz Ahmad Khan va aconseguir ocupar la ciutat i Abd al-Aziz va fugir cap a Balkh.
Va poder tornar a Bukharà aviat amb el suport dels shaykhs jubayri (juybari). Al cap de poc es va barallar amb el cap dels juybaris, Khwadja Islam. Sembla que Abd al-Aziz s'havia abandonat a la beguda i la depravació.
El 1547 Kamran Mirza que s'havia rebel·lat contra el seu germà Humayun, va fugir a Balkh que era un kanat feudal uzbek governat per Pir Muhammad ibn Janibeg. Aquest el va rebre molt bé, el va allotjar al seu palau, i li va concedir tropes amb les quals va recuperar Ghuri i va ocupar Baklan. Pir Muhammad el va acompanyar en la seva expedició i quan el seu aliat es va fer amo del territori va retornar a Balkh, deixant amb Kamran un contingent d'uzbeks.
Això va provocar una guerra amb Humayun iniciada el 17 d'agost de 1548, i es troba llavors als mogols manats pel mateix Humayun atacant el kanat de Balkh. Quan l'emperador va arribar a Istalif, Abbas Sultan, un jove príncep uzbek que s'havia casat amb la germana d'Humayun, Gulshehreh Begum, sospitant que l'expedició estava dirigida contra els uzbeks en general, va desertar. Humayun va passar per Andarab, Talikan i Nari, i després de creuar el pas de Nari va arribar a la vall del Nilber, on es va trobar amb diversos feudataris però no amb Kamran Mirza, que ja s'havia reconciliat amb el seu germà i havia promès assistir. En arribar a Baklan, Humayun va ordenar un atac a Eibek, un fèrtil districte de Balkh defensat per una poderosa fortalesa. L'atalik de Pir Muhammad, de nom Khoja Bagh, amb alguns oficials, es va fer fort en aquesta, que no estava preparada amb provisions i agua per aguantar un setge llarg, i es va haver de rendir aviat. A la festa que es va fer per celebrar la conquesta, Humayun va preguntar a l'atalik la millor manera de conquerir Balkh, i aquest va respondre que seria un mal jutge en quant enemic; però Humayun, sabent l'honestedat dels uzbeks i la del atalik en particular, va insistir; l'atalik llavors va referir la seva influència amb el kan i va oferir una gestió per cedir a Humayun tot la part del kanat a l'altre costat del Khulm, on la khutba es llegiria en nom d'Humayun i un miler d'uzbeks acompanyarien (escortarien) a Humayun de retorn. Humayun va rebutjar no obstant la proposta i va enviar a Kabul a tots els presoners, menys al atalik que el va mantenir al seu costat. Un dies després, de camí a Khulm, es va aturar a Astana (Astaneh), on sobtadament es va produir un atac uzbek dirigit per Shah Muhammad, príncep d'Hissar, fill de Burunduk Sultan i va fer presoner a un oficial mogol, Kabuli, el cap del qual fou enviat a Balkh. Humayun es va inquietar que el seu germà Kamran no estès planejant un atac a Kabul en la seva absència; no obstant el seu exèrcit va atacar l'avantguarda dels uzbeks manada per Abdulla Sultan i Khosru Sultan, fill d'Iskander Sultan, prop del Takteh pul, i els va empènyer a través del pont cap a l'altre costat del riu en direcció a Balkh. A mesura que s'acostava a aquesta, els rumors sobre una traïció de Kamran Mirza es van fer més forts; a més Abd al-Aziz s'acostava amb un exèrcit de Bukharà. Humayun va retrocedir i va agafar posicions a l'entrada de les muntanyes a la vall de Dera-Gesi, amb diversos congost fàcilment defensables i des d'on es podia veure Kabul i Balkh. El relat de Bayezid que acompanyava a Humayun, no parla de combats; en canvi Abulfazi i Ferishta descriuen el combat que va seguir en el que els uzbeks, que tenien 30.000 homes, foren derrotats i es van haver de retirar cap a Balkh. Segons Abulfazi, Humayun volia aprofitar l'avantatge i avançar, però per alguna raó no es va fer. Quan Bayezid continua explica que els mongols es van retirar al Dera-Gesi i que allí van córrer rumors que Kamran Mirza havia atacat Kabul i el pànic es va apoderar de l'exèrcit; la rereguarda fou dispersada i fins i tot una fletxa va tocar al cavall d'Humayun al pit; Les forces van arribar a Kabul com van poder; Humayun hi va arribar el 23 de setembre de 1549. Pel camí molts dels amirs, incloent Shah Bidagh, van ser fets presoners pels uzbeks. L'atalik i els seus companys presoner que foren alliberats pels mogols, van relatar la manera amable amb què havien estat tractats. Si bé Kamran Mirza no havia fet cap atac a Kabul, va tractar d'aprofitar la situació i va fer un atac a Badakhxan i Kunduz (principis de 1550) que no va tenir èxit; llavors va demanar altre cop ajut als uzbeks i va fer un tractat amb ells: li fou cedit un contingent que l'ajudaria al setge de Kunduz; aquesta estava defensada per Hindal Mirza que va falsificar una carta en nom de Kamran en la que suggeria eliminar els uzbeks, i va procurar que aquesta carta caigués en mans dels afectats que immediatament van abandonar a Kamran i van retornar al seu territori. Kamran va aixecar el setge i va marxar contra Sulayman Mirza, governador de Badakhxan; en arribar a Rostak va trobar un contingent d'uzbeks que estaven saquejant la rodalia, manat per Said; els uzbeks van atacar Kamran sense preguntar; quan Said va saber el que havia passat va demanar excuses, però el cop fou dur per Kamran (1550).

## Mort i successió
Abd al-Aziz ibn Kotxkunju de Samarcanda va morir vers el 1550 un dos anys abans que el khakan. El va succeir Sultan Said Khan, fill d'Abu Said Khan. El seu homonim Abd al-Aziz ibn Ubayd Allah, khakan uzbek i kan de Bukarà, va morir el 1552, i el va succeir a Bukharà, Muhammad Yar Sultan, fill de Siyunish Muhammad Sultan (fill de Muhàmmad Xaibani). Pir Muhammad de Balkh va assistir a l'enterrament més per assegurar-se un lloc en el repartiment que per respecte; una vegada a Bukharà va usurpar el poder. Nawruz Ahmad de Taixkent i Burgan Sultan, un net d'Ubaid Al·là, i altres prínceps van donar suport de Muhammad Yar Sultan, i van envair Miankal que pertanyia a la família de Janibeg, la branca de prínceps del qual va ser dispersada: Rustem Khan, amb el seu fill Uzbeg Sultan, van quedar presoners a Bukharà; Iskander Khan va abandonar Kermineh i es va traslladar a Andkhuy; Kermineh tanmateix va resistir i després d'un setge de 12 dies i Abd al-Latif i Nawruz Ahmad es va retirar respectivament a Samarcanda i Taixkent; durant el següent any Pir Muhammed va cedir Bukharà a Yar Muhammed i es va retirar altre cop a Balkh; poc després Burgan Sultan fou designat co-governant de Bukharà amb Yar Muhammed. Abd al-Latif va morir poc després.